# Bernay-en-Champagne
Pour les articles homonymes, voir Bernay.
Bernay-en-Champagne est une ancienne commune française, située dans le département de la Sarthe en région Pays de la Loire.
La commune fait partie de la province historique du Maine, et se situe dans la Champagne mancelle.

## Toponymie
Appelée encore récemment Bernay, la commune a été rebaptisée en Bernay-en-Champagne par un décret du ministère de l'Intérieur du 10 août 2007 paru au journal officiel le 14 août suivant. En effet, il y a plusieurs homonymes dont Bernay (Eure).
Champagne est une forme du sud de la ligne Joret équivalente du normanno-picard « campagne », passé en français.
Le toponyme Bernay semble appartenir au stock des noms de lieux gaulois composés avec le suffixe *-āko- de localisation, devenu -acum à l'époque romaine. Primitivement, il pouvait être précédé d'un appellatif topographique, comme cela semble être le cas ici, *brinn- ou *brenn- signifiant marécage, boue, broue, etc. d'où les termes dialectaux (picard, normand, etc.) bran, bren, brin signifiant excrément, etc.

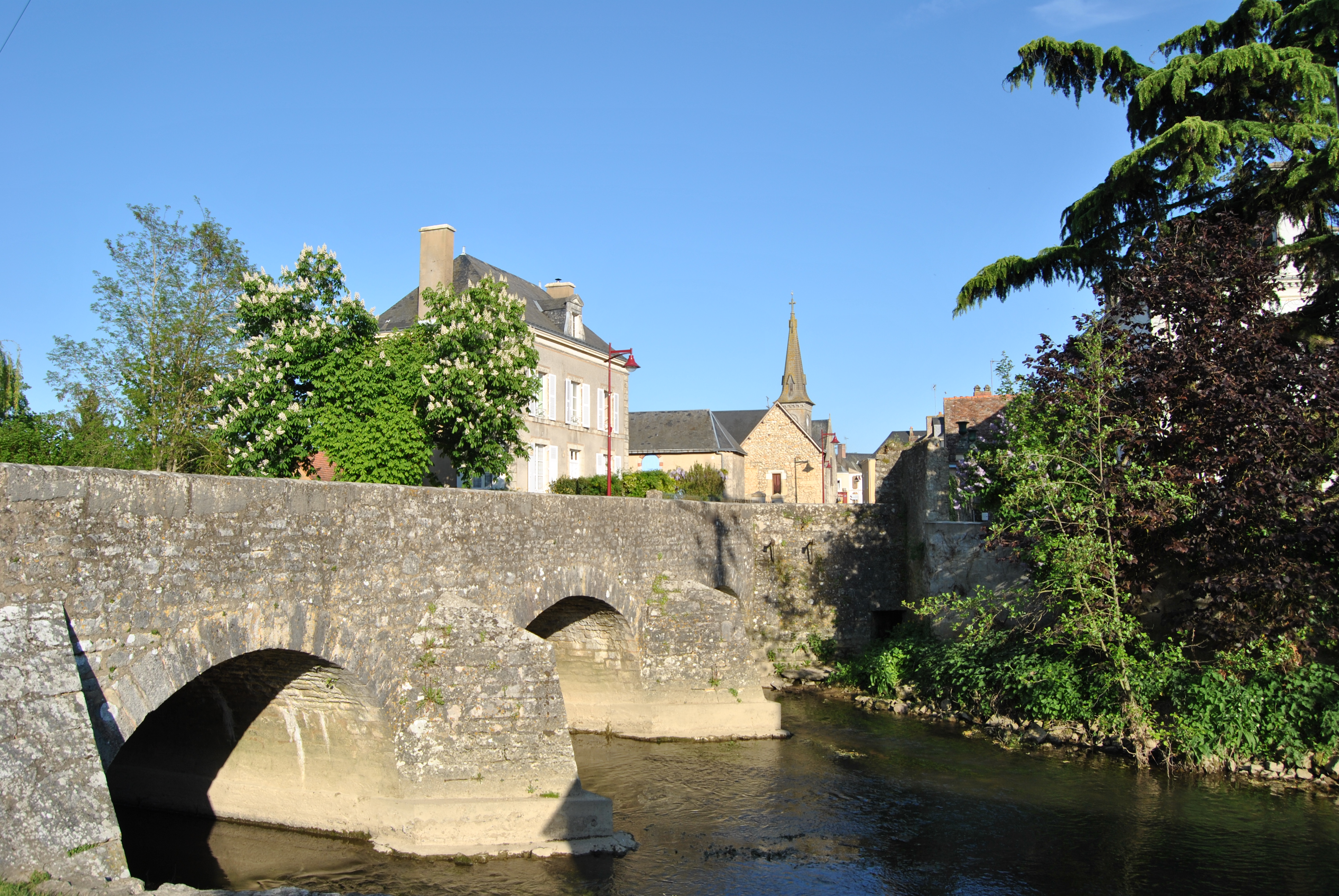
Pont de Bernay-en-Champagne (France, Pays de la Loire).

## Géographie

### Communes limitrophes
|                     | Tennie              | Neuvy-en-Champagne |
| Saint-Symphorien    | Bernay-en-Champagne |                    |
| Ruillé-en-Champagne | Amné                |                    |

## Histoire
Le 1er janvier 2019, la commune fusionne avec Neuvy-en-Champagne pour créer la commune nouvelle de Bernay-Neuvy-en-Champagne dont la création est actée par un arrêté préfectoral du 26 septembre 2018.

## Politique et administration
| Période                                  | Période       | Identité           | Étiquette | Qualité             |
| ---------------------------------------- | ------------- | ------------------ | --------- | ------------------- |
| juin 1995                                | mars 2014     | Hubert Cherbonnier | SE        | Enseignant agricole |
| mars 2014                                | décembre 2018 | Vincent Hulot      | SE        | Enseignant          |
| Les données manquantes sont à compléter. |               |                    |           |                     |

## Démographie
L'évolution du nombre d'habitants est connue à travers les recensements de la population effectués dans la commune depuis 1793. Pour les communes de moins de 10 000 habitants, une enquête de recensement portant sur toute la population est réalisée tous les cinq ans, les populations de référence des années intermédiaires étant quant à elles estimées par interpolation ou extrapolation. Pour la commune, le premier recensement exhaustif entrant dans le cadre du nouveau dispositif a été réalisé en 2006.
En 2016, la commune comptait 491 habitants, en évolution de +7,21 % par rapport à 2010 (Sarthe : −0,25 %, France hors Mayotte : +2,11 %).
| 1793 | 1800 | 1806 | 1821 | 1831 | 1836 | 1841 | 1846 | 1851 |
| ---- | ---- | ---- | ---- | ---- | ---- | ---- | ---- | ---- |
| 555  | 521  | 570  | 592  | 644  | 720  | 674  | 720  | 749  |

| 1856 | 1861 | 1866 | 1872 | 1876 | 1881 | 1886 | 1891 | 1896 |
| ---- | ---- | ---- | ---- | ---- | ---- | ---- | ---- | ---- |
| 744  | 721  | 742  | 760  | 737  | 709  | 656  | 626  | 606  |

| 1901 | 1906 | 1911 | 1921 | 1926 | 1931 | 1936 | 1946 | 1954 |
| ---- | ---- | ---- | ---- | ---- | ---- | ---- | ---- | ---- |
| 622  | 653  | 611  | 598  | 551  | 567  | 570  | 588  | 506  |

| 1962 | 1968 | 1975 | 1982 | 1990 | 1999 | 2006 | 2011 | 2016 |
| ---- | ---- | ---- | ---- | ---- | ---- | ---- | ---- | ---- |
| 518  | 458  | 432  | 391  | 393  | 384  | 449  | 479  | 491  |

## Lieux et monuments
- Le moulin de Bernay-en-Champagne, souvent aperçu lors des passages du Tour de France dans la Sarthe et considéré par beaucoup comme le plus beau moulin de la région.
- De nombreuses pistes de randonnée pédestre dans le canton permettent d'admirer la flore locale (essentiellement des arbres) pour les randonneurs de tous niveaux.

### Patrimoine religieux
- Église Saint-Pierre-et-Saint-Paul.